# Мукупурвс
Му́купурвс (латыш. Mūkupurvs) — район города Риги в Пардаугаве, Земгальском предместье. Мукупурвс граничит с городскими районами Бебербеки, Золитуде и Плескодале, а также с Марупской волостью Марупского края. Границами Мукупурвса является линия, параллельная 5-й линии Бебербекю, улице Кротес, линии вдоль жилого массива, границе города (улица Бабитес, улица Калнциема) и Карля Улманя гатве.
Общая площадь района Мукупурвс составляет 4,515 км², что немного меньше среднего показателя площади микрорайонов Риги. В настоящее время этот район застроен относительно слабо, однако в будущем предполагается его сплошная застройка частными домами. Длина границы Мукупурвса по периметру составляет 10 293 метра. Южная часть Мукупурвса, которая одновременно является границей города Риги, примыкает к территории международного аэропорта «Рига».

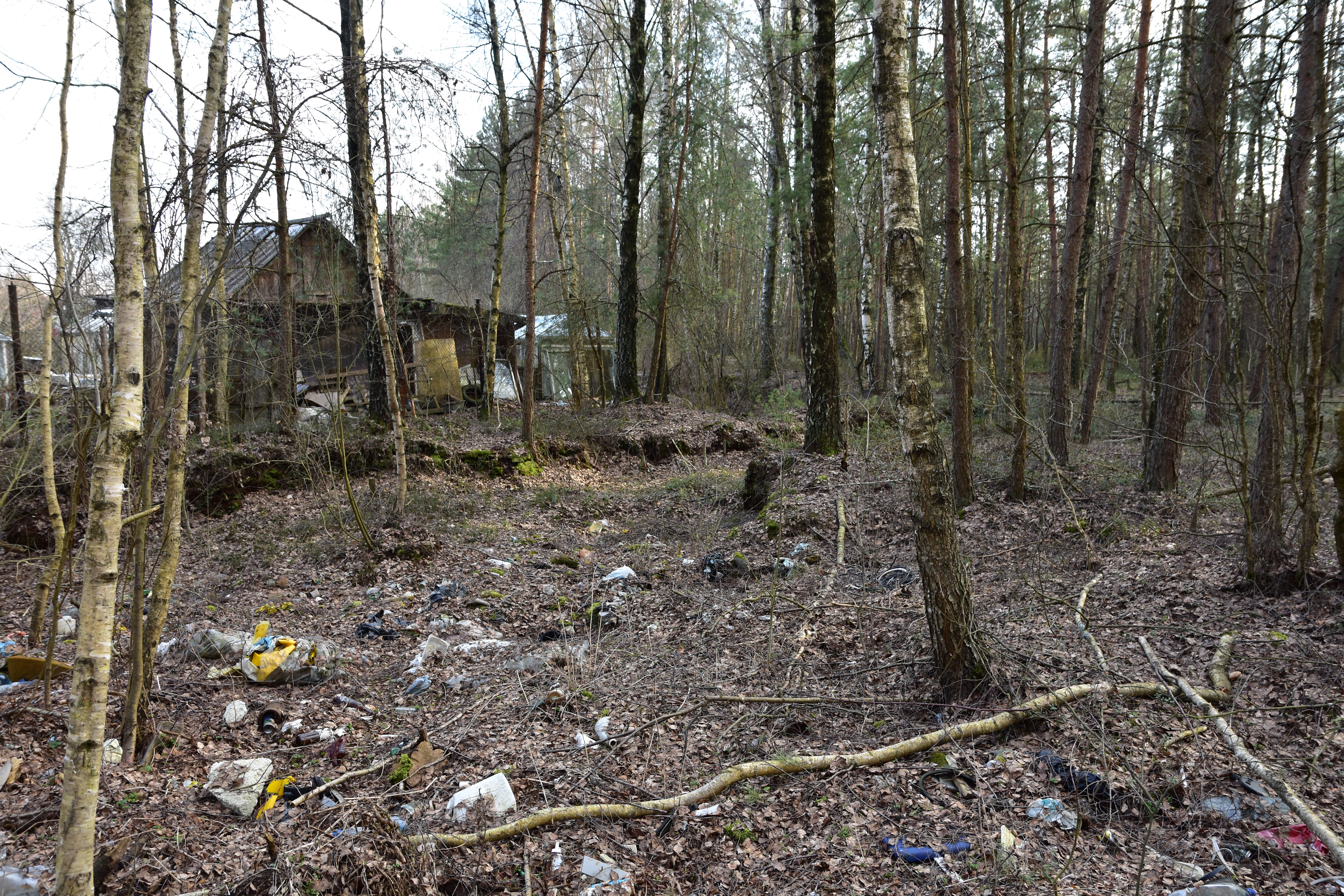
Дом

## Инфраструктура

### Магазины
- Магазин офисной мебели «AJ Produkti» (улица Калнциема 197B).

### Транспорт
Автобус
- 22: Аэропорт Рига — Улица Абренес
- 32: Пиньки — Улица Абренес
- 43: Скулте — Улица Абренес